# Лапін Олександр Олександрович
Олександр Олександрович Лапін (нар. 21 травня 1996) — український футболіст, захисник «Нафтовика-Укрнафти».

## Життєпис
Олександр Лапін народився 21 травня 1996 році. В ДЮФЛУ з 2009 по 2013 роки захищав кольори охтирського «Нафтовика-Укрнафти». В 2014—2015 роках виступав у складі аматорського «Нафтовика-2» (Охтирка). У складі «Нафтовика» дебютував 6 травня 2015 року в переможному (3:0) виїзному матчі 25-го туру першої ліги чемпіонату України проти криворізького «Гірника», вийшовши на поле на останні 5 хвилин матчу. Наразі в футболці охтирської команди зіграв 11 матчів та відзначився 1 голом.